# Whakaki Lagoon
Die Whakaki Lagoon ist eine Lagune in der Region Hawke’s Bay auf der Nordinsel von Neuseeland.

## Geographie
Die Lagune befindet sich rund 7,3 km östlich von Wairoa und ist zwischen rund 50 m und 535 m durch Sanddünen von der Hawke Bay entfernt. Die Whakaki Lagoon gehört zu einem Feuchtgebiet an der Küste, zu dem unter anderem die Lagunen Ngamotu Lagoon, Ohuia Lagoon, Wairau Lagoon und die Te Paeroa Lagoon, von West nach Ost gelistet, gehören und alle westlich der Whakaki Lagoon zu finden sind.
Die bei hohem Wasserstand bis zu 5,34 km² große Lagune erstreckt sich über eine Länge von rund 5,1 km in Ost-West-Richtung und über eine maximale Breite von rund 1,5 km in Nord-Süd-Richtung.
Gespeist wird die Lagune durch einige kleine Streams. Normalerweise hätte die Lagune keinen Zugang zur See. Doch zwei manuell geschaffenen Zugänge können den Wasserstand der Lagune zwischen 0,8 m und 1,8 m über dem mittleren Seelevel des Meeres steuern.